# Saison 2009-2010 du Raja Club Athletic
Maillots
Chronologie
Saison précédente Saison suivante
La saison 2009-2010 du Raja Club Athletic est la 61e de l'histoire du club depuis sa fondation le 20 mars 1949. Elle fait suite à la saison 2008-2009 qui a vu le Raja remporter le 9e championnat de son histoire.
Au titre de cette saison, le Raja CA est engagé dans quatre compétitions officielles: la Botola, la Coupe du Trône, la Ligue des champions et la Coupe nord-africaine des clubs champions 2009.
Le meilleur buteur de la saison est Omar Najdi avec 13 buts inscrits toutes compétitions confondues.

## Matchs Amicaux de Préparation
| Date       | J.      | Adversaire      | Lieu       | Score | Buteurs                                                      | références          |
| ---------- | ------- | --------------- | ---------- | ----- | ------------------------------------------------------------ | ------------------- |
| 26/07/2009 | Match 1 | USKM Inezgane   | Inezgane   | 0-7   | Abdellah Jlaidi 76e Mourad Aarab Yassine Salhi Hajji Ibrahim | [ Rapport match 1 ] |
| 08/00/2009 | Match 2 | CCH Houara      | Houara     | 0-1   | Omar Najdi                                                   | [ Rapport match 1 ] |
| 18/08/2009 | Match 3 | SCCM Mohammédia | Mohammédia | 0-3   |                                                              | [ Rapport match 1 ] |
| 19/09/2010 | Match 4 | FUS Rabat       | Casablanca | 0-0   |                                                              | [ Rapport match 1 ] |

### Tournoi Ntifi 2009
| Dates      | Tours  | Adversaires    | Lieux des rencontres        | Scores    | Buts RCA                                                | Passeurs RCA          | Références |
| ---------- | ------ | -------------- | --------------------------- | --------- | ------------------------------------------------------- | --------------------- | ---------- |
| 13/08/2009 | M-1    | DHJ El Jadida  | Stade Père-Jégo, Casablanca | 1-0       | Mourad Ainy                                             |                       | 1-0        |
| 15/08/2009 | M-2    | RAC Casablanca | Stade Père-Jégo, Casablanca | 1-1 (3-4) | Djim Ngom 23e                                           | Abdellah Jlaidi 23e   | 1-1        |
| 16/08/2009 | Finale | FAR Rabat      | Stade Père-Jégo, Casablanca | 3-0       | Abdessamad Ouhaki 2e Yassine Salhi 47e Omar Nejjary 79e | Mohsine Moutouali 79e | 3-1        |

## Botola
| Date            | No. | Adversaire     | Lieu | Résultat | Buteurs pour le Raja                                                    | Rapport              |
| MATCHS ALLER    |     |                |      |          |                                                                         |                      |
| 30/08/2009      | 1   | FAR Rabat      | Dom. | 1 - 0    | Djim Ngom 52e                                                           | 1-0                  |
| 12/09/2009      | 2   | HUSA Agadir    | Ext. | 0 - 0    |                                                                         | [ Rapport match 4 ]  |
| 27/09/2009      | 3   | KAC Kénitra    | Dom. | 2 - 0    | Mohsine Moutouali 40e Omar Najdi 45e (pen.)                             | 2-0                  |
| 04/10/2009      | 4   | WAF Fès        | Ext. | 1 - 1    | Omar Nejjary 31e                                                        | 1-1                  |
| 17/10/2009      | 5   | ASS Salé       | Ext. | 1 - 1    | Omar Najdi 5e                                                           | 1-1                  |
| 23/10/2009      | 6   | MAT Tétouan    | Dom. | 1 - 1    | Pape Ciré Dia 84e                                                       | 1-1                  |
| 01/11/2009      | 7   | KACM Marrakech | Ext. | 1 - 2    | Omar Najdi 32e Yassine Salhi 76e                                        | 1-2                  |
| 07/11/2009      | 8   | DHJ El Jadida  | Dom. | 1 - 1    | Djim Ngom 22e                                                           | 1-1                  |
| 02/12/2009      | 9   | FUS Rabat      | Ext. | 1 - 0    |                                                                         | 1-0                  |
| 06/12/2009      | 10  | JSM El Massira | Dom. | 3 - 2    | Omar Najdi 4e 62e Omar Nejjary 97e (pen.)                               | [ Rapport match 12 ] |
| 12/12/2009      | 11  | MAS Fès        | Ext. | 1 - 0    |                                                                         | 1-0                  |
| 20/12/2009      | 12  | WAC Casablanca | Dom. | 1 - 1    | Omar Najdi 87e                                                          | 1-1                  |
| 27/12/2009      | 13  | IZK Khémisset  | Ext. | 0 - 1    | Omar Najdi 36e                                                          | 0-1                  |
| 01/01/2010      | 14  | OCK Khouribga  | Dom. | 2 - 2    | Mohsine Moutouali 68e (pen.) Yassine Salhi 86e                          | 2-2                  |
| 10/01/2010      | 15  | OCS Safi       | Ext. | 0 - 2    | Soufiane Alloudi 30e Omar Najdi 83e                                     | 0-2                  |
| MATCHS RETOUR   |     |                |      |          |                                                                         |                      |
| 31 janvier 2010 | 16  | HUSA Agadir    | Dom. | 2 - 1    | Mohsine Moutouali 15e (pen.) 58e                                        | 2-1                  |
| 7 février 2010  | 17  | KAC Kénitra    | Ext. | 0 - 3    | Yassine Salhi 20e 41e Mohsine Moutouali 66e                             | 0-3                  |
| 19 février 2010 | 18  | ASS Salé       | Dom. | 1 - 1    | Yassine Salhi 4e                                                        | 1-1                  |
| 24 février 2010 | 19  | WAF Fès        | Dom. | 1 - 0    | Omar Nejjary 78e                                                        | 1-0                  |
| 4 mars 2010     | 20  | MAT Tétouan    | Ext. | 0 - 0    |                                                                         | 0-0                  |
| 9 mars 2010     | 21  | KACM Marrakech | Dom. | 1 - 2    | Mamadou Baila Traoré 46e                                                | 1-2                  |
| 14 mars 2010    | 22  | DHJ El Jadida  | Ext. | 1 - 2    | Omar Najdi 75e Youssef Agnaou 90e                                       | [ Rapport match 24 ] |
| 28 mars 2010    | 23  | FUS Rabat      | Dom. | 3 - 2    | Omar Najdi 11e Yassine Salhi 32e 79e                                    | 3-2                  |
| 9 avril 2010    | 24  | JSM El Massira | Ext. | 1 - 0    |                                                                         | 1-0                  |
| 13 avril 2010   | 25  | MAS Fès        | Dom. | 2 - 0    | Yassine Salhi 41e 77e                                                   | 2-0                  |
| 18 avril 2010   | 26  | WAC Casablanca | Ext. | 0 - 1    | Mamadou Baila Traoré 41e                                                | 0-1                  |
| 25 avril 2010   | 27  | IZK Khémisset  | Dom. | 1 - 1    | Omar Najdi 45e                                                          | 1-1                  |
| 2 mai 2010      | 28  | OCK Khouribga  | Ext. | 2 - 1    | Mohsine Moutouali 11e                                                   | 2-1                  |
| 8 mai 2010      | 29  | OCS Safi       | Dom. | 3 - 2    | Mohsine Moutouali 55e (pen.) Mamadou Baila Traoré 57e Yassine Salhi 70e | 3-2                  |
| 15 mai 2010     | 30  | FAR Rabat      | Ext. | 1 - 0    |                                                                         | 1-0                  |

## Coupe Nord-Africaine des clubs champions
| Date       | Tour                | Adversaire | Lieu                        | Score | Buteurs           |
| ---------- | ------------------- | ---------- | --------------------------- | ----- | ----------------- |
| 27/10/2009 | 1/2 Finale (aller)  | ES Sétif   | Stade Mohamed V, Casablanca | 1-1   | Pape Ciré Dia 81e |
| 24/11/2009 | 1/2 Finale (retour) | ES Sétif   | Stade du 8-Mai-1945, Sétif  | 2-0   |                   |

## Ligue des champions
| Date       | Tour              | Adversaire     | Lieu                           | Score | Buteurs                                                  |
| ---------- | ----------------- | -------------- | ------------------------------ | ----- | -------------------------------------------------------- |
| 14/02/2010 | Tour préliminaire | Fello Star     | Stade du 28-septembre, Conakry | 1-3   | Omar Najdi 12e Pape Ciré Dia 72e Mamadi Traoré 77e (csc) |
| 28/02/2010 | Tour préliminaire | Fello Star     | Stade Mohamed V, Casablanca    | 1-1   | Omar Najdi 15e                                           |
| 21/03/2010 | Premier tour      | Pétro Atlético | Stade Mohamed V, Casablanca    | 1-1   | Mohsine Moutouali 47e (pen.)                             |
| 04/04/2010 | Premier tour      | Pétro Atlético | Stade De Cidadela, Luanda      | 1-0   |                                                          |

## Statistiques

### Statistiques des buteurs
| Place   | Nom                  | Botola | Coupe du Trône | Coupe Nord-Africaine des Clubs Champions 2009 | Ligue des champions de la CAF 2010 | TOTAL des buts |
| 1       | Omar Najdi           | 11     | -              | -                                             | 2                                  | 13             |
| 2       | Yassine Salhi        | 10     | -              | -                                             | -                                  | 10             |
| 3       | Mohsine Moutouali    | 7      | -              | -                                             | 1                                  | 8              |
| 4       | Omar Nejjary         | 3      | -              | -                                             | -                                  | 3              |
| 4       | Mamadou Baila Traoré | 3      | -              | -                                             | -                                  | 3              |
| 4       | Ciré Dia             | 1      | -              | 1                                             | 1                                  | 3              |
| 7       | Djim Ngom            | 2      | -              | -                                             | -                                  | 2              |
| 8       | Youssef Agnaou       | 1      | -              | -                                             | -                                  | 1              |
| 8       | Soufiane Alloudi     | 1      | -              | -                                             | -                                  | 1              |
| Détails | 9 buteurs Raja       | 39     | -              | 1                                             | 4                                  | 45             |